# Молоково (Старицкий район)
Молоково — деревня в Старицком районе Тверской области, входит в состав сельского поселения «Станция Старица». 

## География
Деревня расположена на левом берегу Волги в 10 км на юг от города Старица. 

## История
Строительство церкви Введения Пресвятой Богородицы во Храм в селе велось с 1798 года на средства прихожан и местной помещицы Т.И. Ординой-Нащекиной и было завершено в 1816 году, в том же году она была освящена во имя Введения Пресвятой Богородицы во храм. 30 ноября 1859 года был пристроен и освящен правый придел во имя апостола Иакова Алфеева, вскоре было закончено строительство и левого придела во имя Чудотворца Николая
. В 1904 году при храме села Молоково открылась приходская школа.
В конце XIX — начале XX века село входило в состав Прасковьинской волости Старицкого уезда Тверской губернии. 
С 1929 года деревня входила в состав Корениченского сельсовета Старицкого района Ржевского округа Западной области, с 1935 года — в составе Калининской области, с 1994 года — в составе Корениченского сельского округа, с 2005 года — в составе Корениченского сельского поселения, с 2012 года — в составе сельского поселения «Станция Старица».

## Население
| 1859 | 1886 | 2002 | 2010 |
| ---- | ---- | ---- | ---- |
| 121  | ↗122 | ↘16  | ↘14  |

## Достопримечательности
В деревне расположена действующая Церковь Введения во храм Пресвятой Богородицы (1816).